# Antonina Prusinowska
Antonina Prusinowska, även kallad Pruszanowska, och Prosinowska, var en polsk skådespelare. Hon räknas som Polens första inhemska skådespelerska.
När den inhemska polska teatern skapades genom grundandet av nationalteatern i Warszawa på order av kungen 1765, fanns det inga inhemska aktörer i Polen, där tidigare endast utländska teatertrupper varit verksamma, och den första aktörstruppen bestod av tidigare oerfarna personer som fick tränas upp av teaterdirektionen, pjäsförfattarna och teaterengagerade aristokrater. Bland denna första pionjärtrupp fanns Antonina Prusinowska. Hennes bakgrund är inte helt bekräftad, men hon tillhörde adeln och antas ha rymt från sin make, möjligen Tomasz Pruszanowski, vilket kan förklara varför hon som adelsdam var villig att ta ett yrke som skådespelare, som under denna tid hade låg social status.
Prusinowska blev teaterns första primadonna och fick högst betalt av alla kvinnliga skådespelare, 200 dukater per år. Hon medverkade i pjäsen Natręci vid invigningen av nationalscenen på Operalnia den 19 november 1765, där hon troligen gjorde rollen av Lucynda. Hon utmärkte sig sedan i ett antal komedier av Franciszek Bohomolec, och var verksam fram till. Tillsammans med sin kollega Wiktoria Leszczyńska var hon Polens första professionella skådespelerska.